# ورشو (منطقه تاریخی)
ورشو (لهستانی: Stare Miasto, and collectively with the New Town, known colloquially as: Starówka) منطقه قدیمی شهر ورشو است که جزء میراث جهانی یونسکو در لهستان می باشد.

## نگارخانه

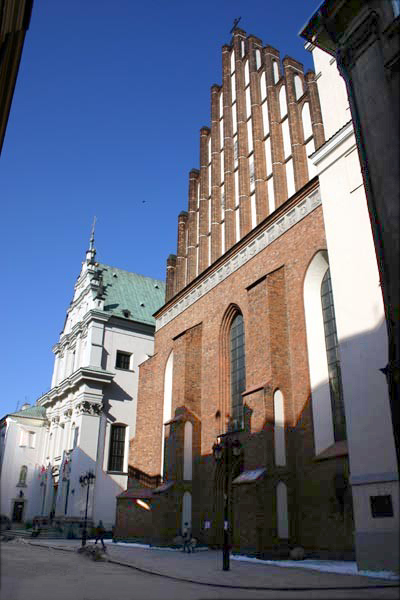
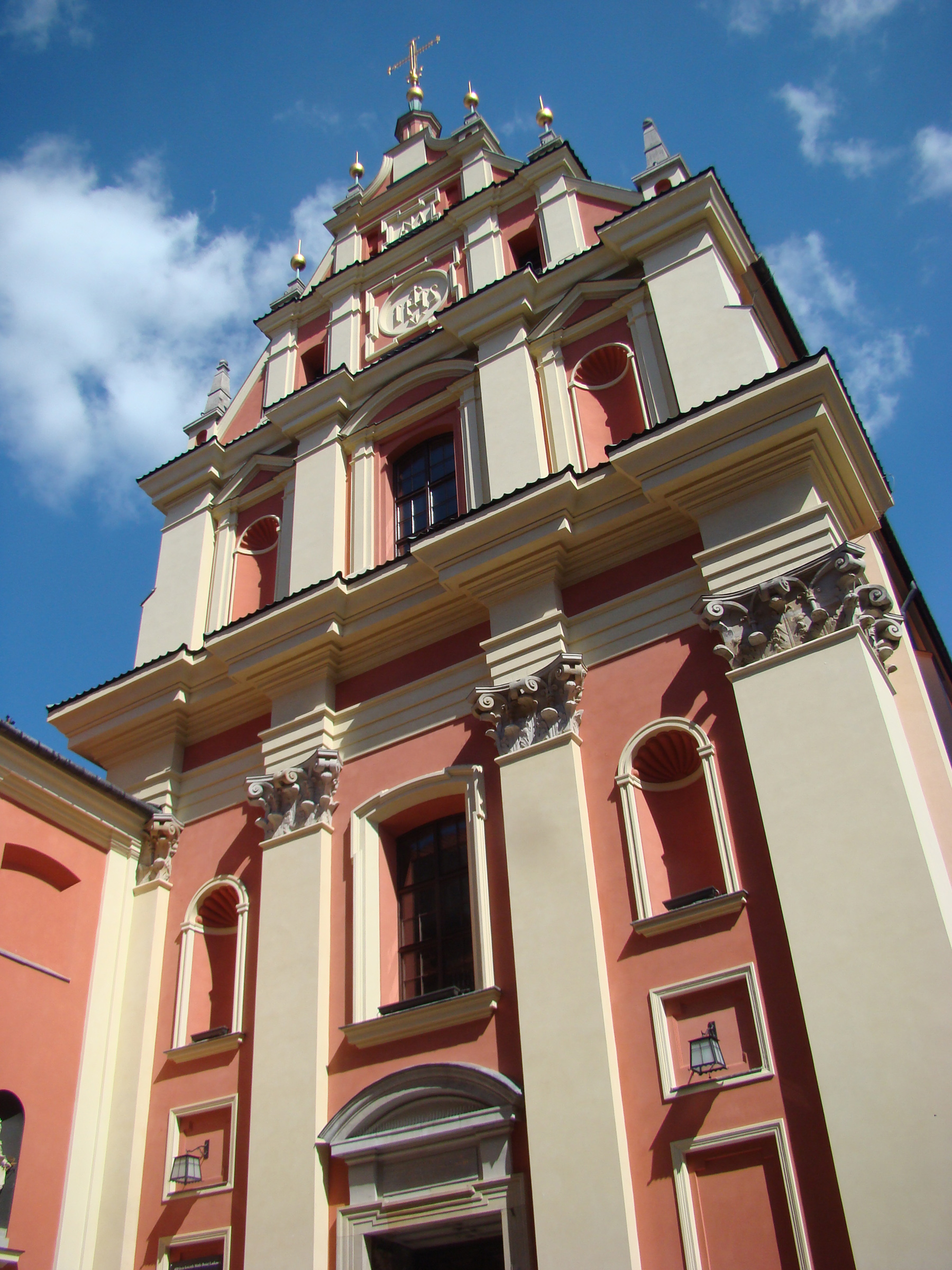
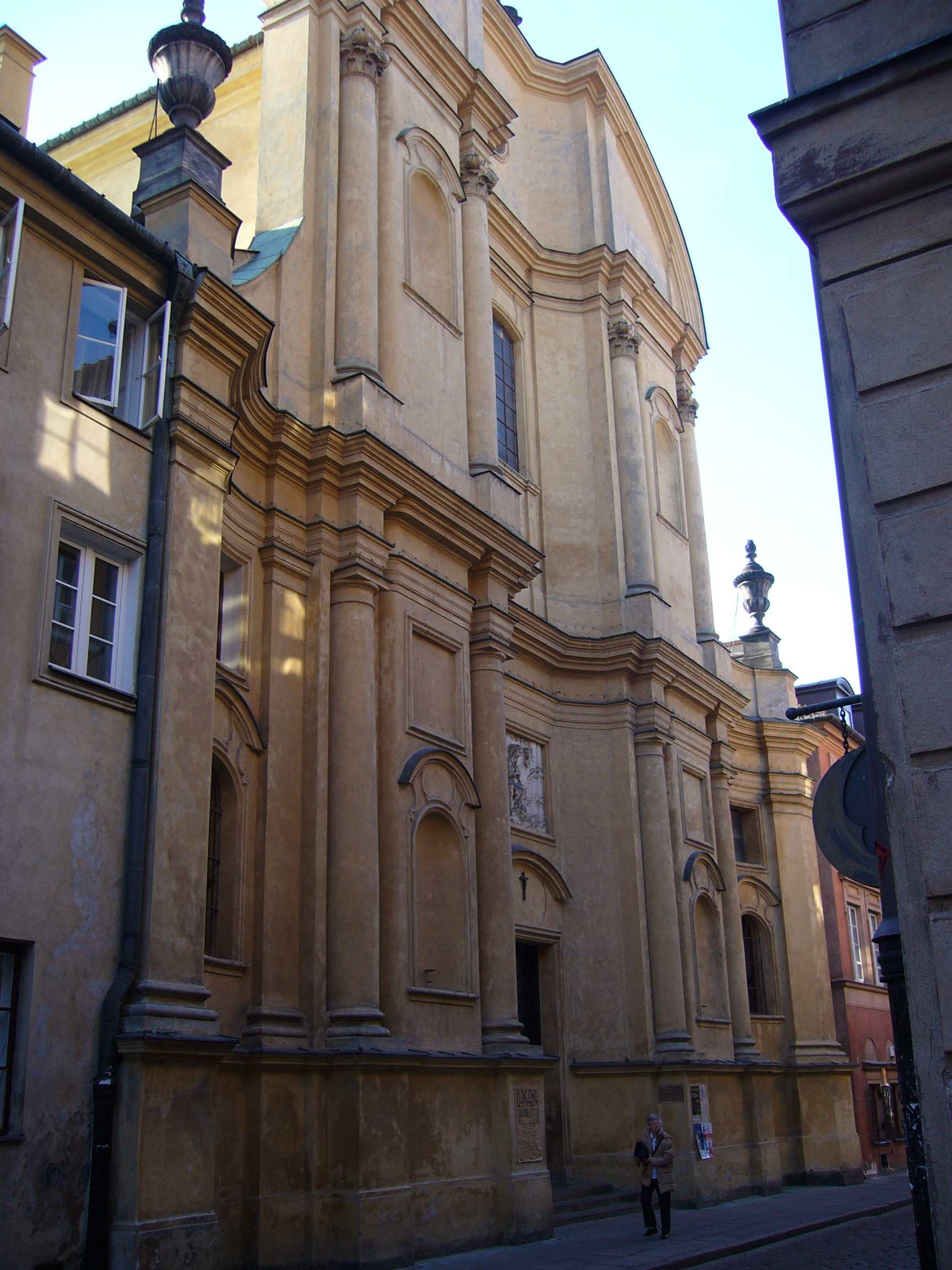